# Lavaux (AOC)
Pour les articles homonymes, voir Lavaux (homonymie).

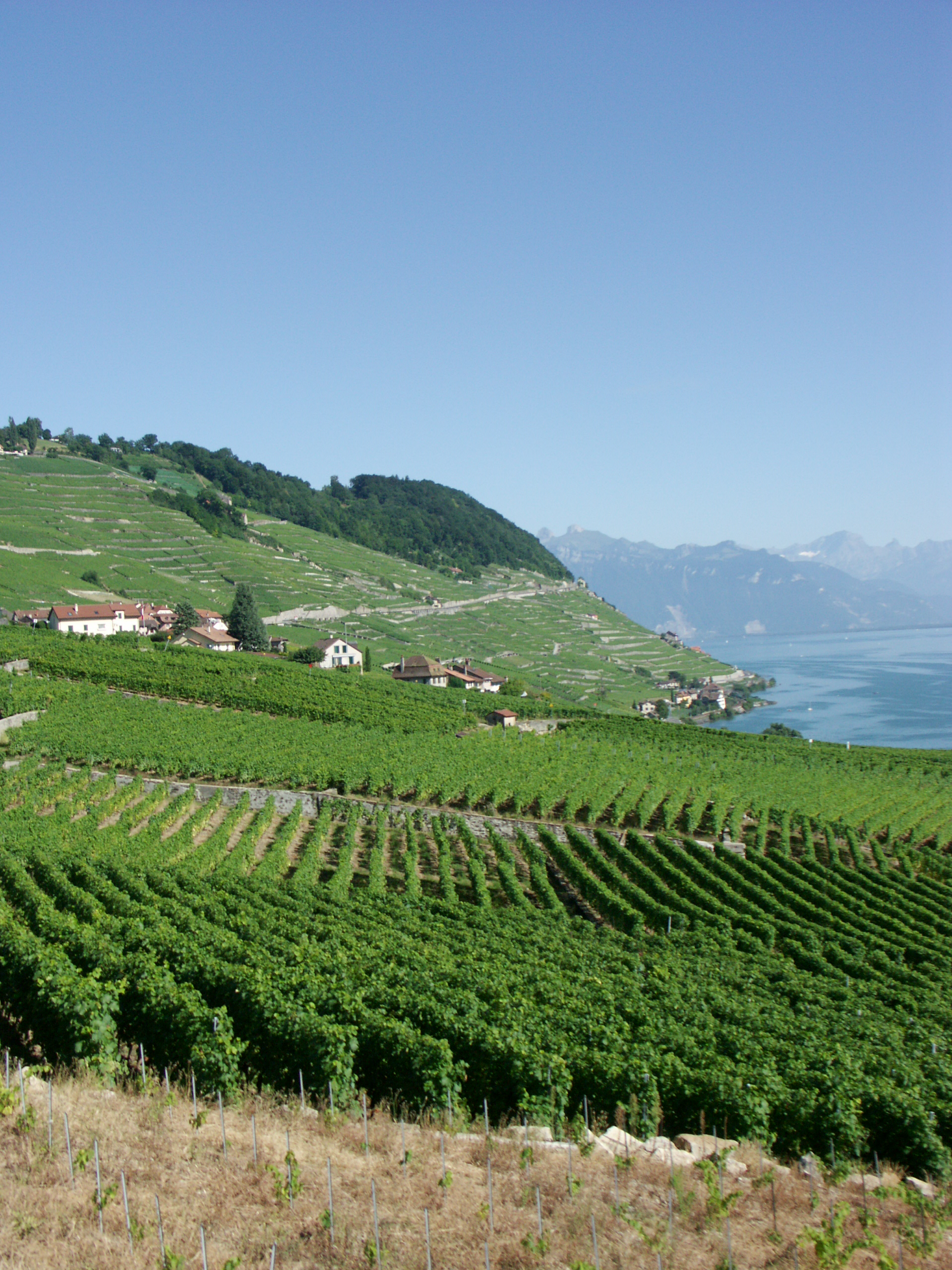
Vignobles au bord du lac Léman dans la region de Lavaux.

Lavaux AOC est une appellation d'origine contrôlée pour les vins répondant aux critères de l’association suisse des AOC-IGP, garantissant que toutes les étapes d’élaboration, de la production de la matière première à la transformation du produit fini, ont lieu dans la région de Lavaux.

## Aire d'appellation
Sur 921 hectares, le vignoble s’étend de Lausanne à Veytaux sur 40 km le long du lac Léman en passant par Lutry, Villette, Grandvaux, Cully, Riex, Épesses, Chexbres, Rivaz et Saint-Saphorin.

## Histoire

### Antiquité
Sans avoir de preuves formelles, on suppose que la région de Lavaux possédait des vignes. Ceci se base sur la présence de nombreux vestiges romains et la découverte d’une inscription latine sur le culte du vin.

### Moyen Âge

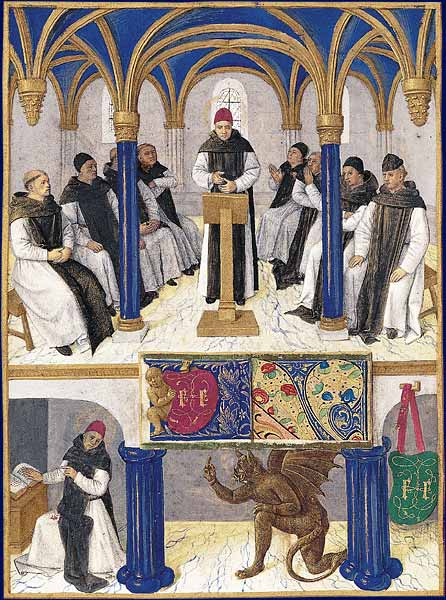
Huit moines cisterciens écoutant Saint Bernard.

Les traces écrites attestant de la culture de la vigne datent du IXe siècle. Au XIIe siècle plusieurs grandes abbayes reçurent des terres de l’évêque de Lausanne. Notamment les abbayes de l’ordre cistercien de Hauterive (1138), Hautcrêt (1141) et Montheron (1142). Les abbayes introduisirent la Culture en terrasses et développèrent les routes pour exporter les vins. Au XVIe siècle, en raison de l’étendue des terrasses, les monastères commencèrent à louer la plus grande partie de leur vignoble à des tenanciers. 
Un document de 1331 décrit des terrasses de 10 à 15 mètres de large avec des murs de 5 ou 6 mètres de haut. En 1391, des contrats fixent aux vignerons leurs obligations pour l’entretien des terrasses.

### XIXesiècle
Le phylloxéra, importé d'Amérique du Nord, atteignit Lavaux en 1886. Pour combattre la maladie, les vignerons changèrent leurs méthodes, notamment avec de nouveaux plants greffés en lignes plutôt qu'à « la brasse ». Ceci pour faciliter l'accès aux vignes pour le traitement chimique.

## Cépages

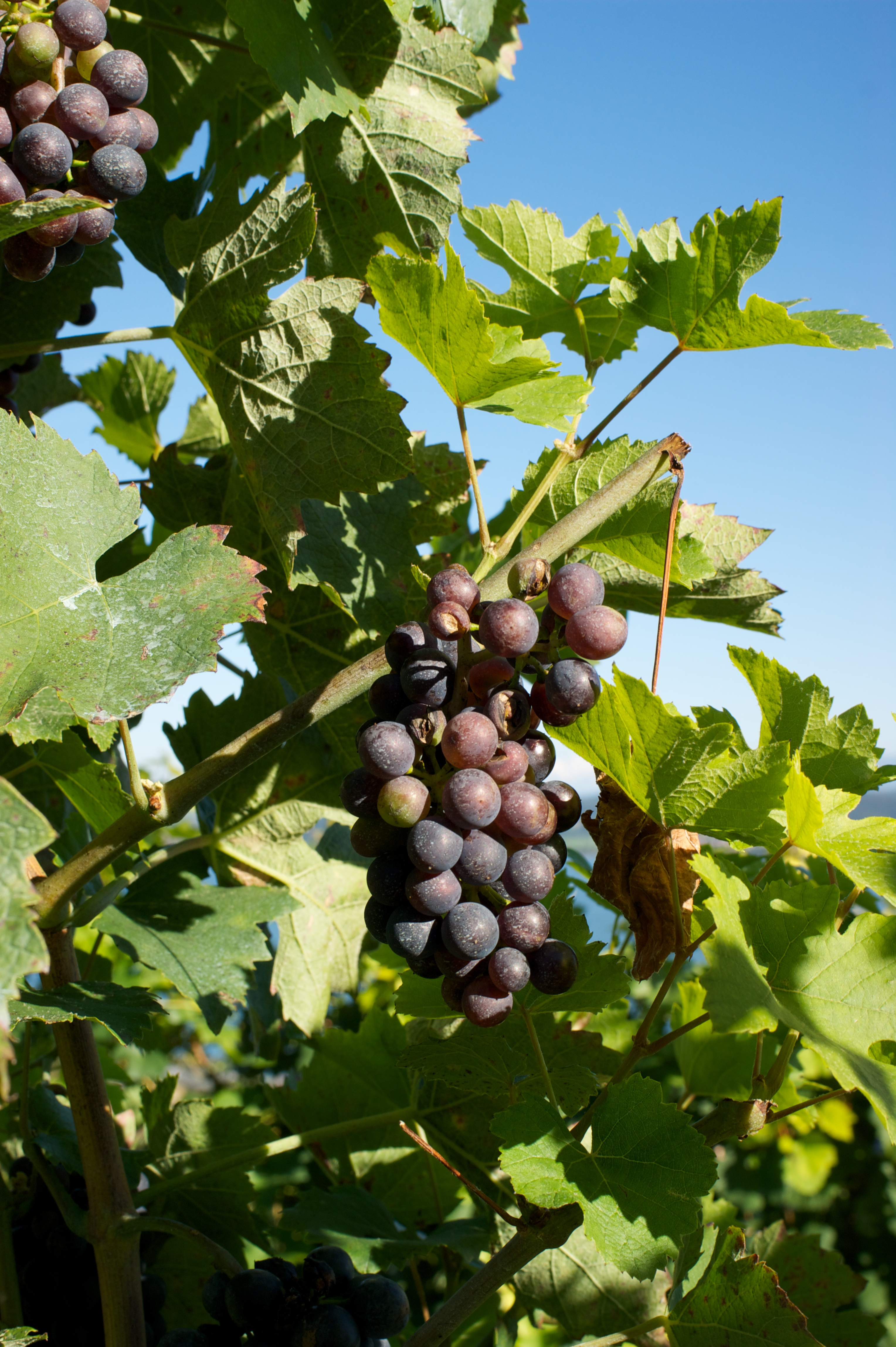
Grappe de Garanoir.

- Pour les blancs : chasselas, chardonnay, pinot blanc, pinot gris, gewurztraminer, doral.
- Pour les rouges : gamay, pinot noir, gamaret, garanoir, plant Robert, plant Robaz, plant Robez, merlot, mondeuse, syrah, cabernet sauvignon, servagnin.

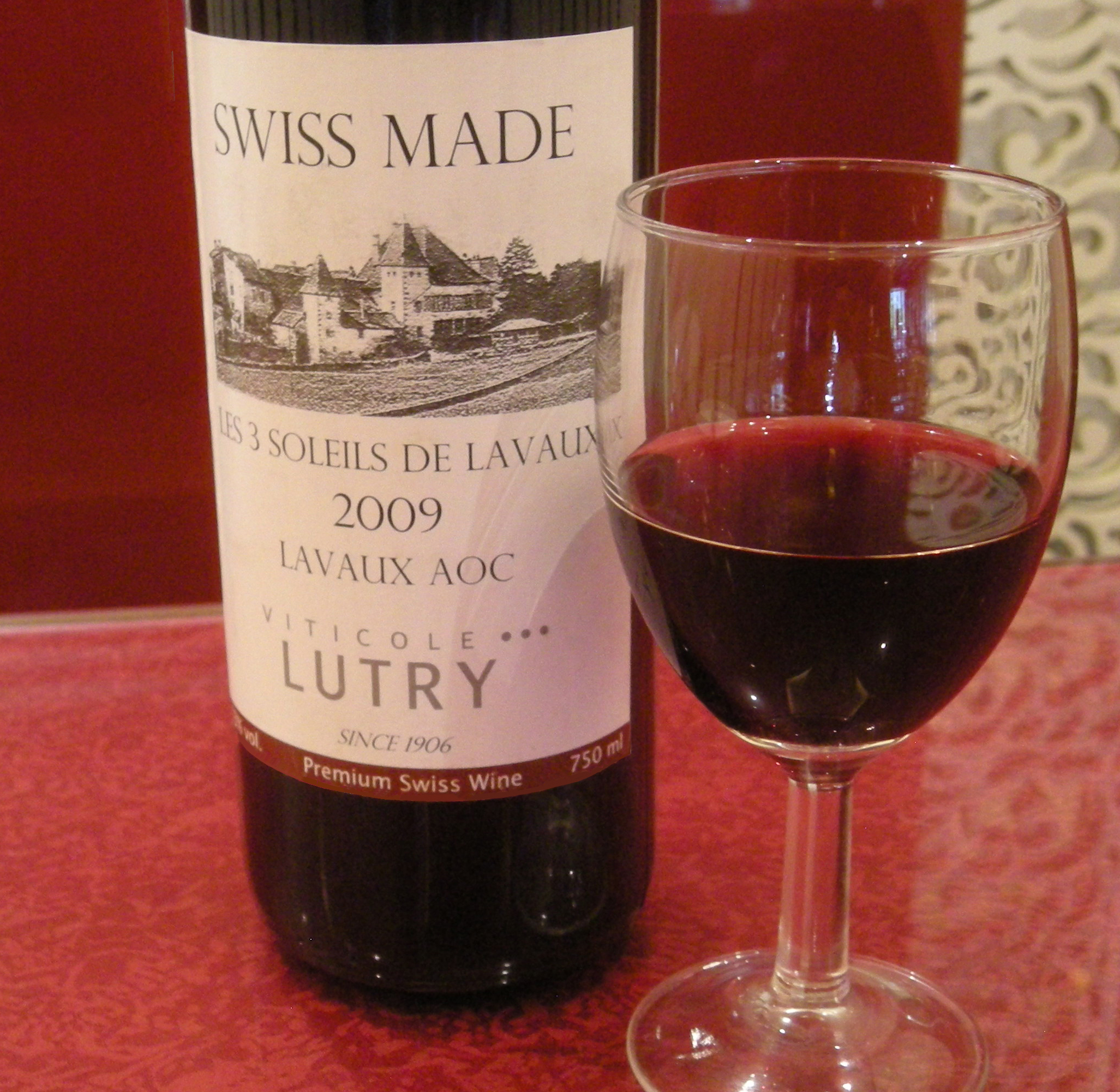
Bouteille de vin Lavaux AOC, Assemblage de Gamaret et Garanoir.